# Де ла Макорра, Ана Лилиан
Ана Лилиан де ла Макорра (исп. Ana Lilian de la Macorra Apellániz; род. 27 ноября 1957, Мехико, Мексика) — продюсер и бывшая мексиканская актриса, работавшая в программах «Эль Чаво дель Очо», «Эль Чапулин Колорадо» и «Чеспирито» в период 1975—1980, получив постоянную роль Пати в 1978 году в Эль-Чаво-дель-Очо.

## Жизнь после шоу
Мало что известно о местонахождении после шоу до декабря 2012 года, когда перуанское телешоу нашло её в Мехико. Ана Лилиан де ла Макорра замужем, имеет двоих детей и работает психологом в Мехико. Она также пишет для различных журналов и газет по психологическим вопросам.
Де ла Макорра работала учителем испанского языка, художником, обивщиком стен домов. Купила землю, которую превратила в ранчо в Колонии Чимальпа в Мексике.